# Hempstead (hrabstwo Nassau)
Hempstead – wieś w Stanach Zjednoczonych, w stanie Nowy Jork, w hrabstwie Nassau.